# アンナ・ザック
アンナ・ザック（Anna Zak, 本名：アンナ・クゼンコフ (Anna Kuzenkov、2001年3月12日 -) は、ロシア生まれのイスラエルのインターネット人、歌手とモデル。 ITM Models所属。
インターネット上で最も影響力の大きいイスラエル人の一人とされる。